# قطعنامه ۸۰۱ شورای امنیت
قطعنامه ۸۰۱ شورای امنیت سازمان ملل متحد که در تاریخ ۰۸ ژانویه ۱۹۹۳ تصویب شد، سندی بین‌المللی دربارهٔ پذیرش اعضای جدید سازمان ملل متحد: جمهوری چک است. این قطعنامه طی نشست ۳۱۵۸ام تصویب شد.